# Bečic
Bečic is een plaats in de gemeente Oriovac in de Kroatische provincie Brod-Posavina. De plaats telt 138 inwoners (2001).